# ديفيد كويروز
ديفيد كويروز (8 سبتمبر 1982 بغواياكيل في الإكوادور - ) هو لاعب كرة قدم إكوادوري في مركز الوسط. شارك مع منتخب الإكوادور لكرة القدم. أما مع النوادي، فقد لعب مع أتلانتي إف سي وبرشلونة جواياكويل وسوسيداد ديبورتيفو كيتو ونادي إيميلك ونادي ديبورتيفو إل ناسيونال وليجا دي كويتو ونادي أولميدو.

## روابط خارجية
- ديفيد كويروز على موقع قاعدة بيانات كرة القدم.إي يو (الإنجليزية)
- ديفيد كويروز على موقع ناشيونال فوتبول تيمز (الإنجليزية)
- ديفيد كويروز على موقع Soccerway.com (الإنجليزية)